# 雨の遊園地
『雨の遊園地』（あめのゆうえんち）は、日本の楽曲。作詞：谷内六郎、作曲：中村八大、編曲：中村二大、歌：中尾ミエ。
1963年2月 - 3月、NHKの『みんなのうた』で紹介。前年、童画家・谷内六郎の詩に中村八大が曲を付け、日本ビクターから発売された「詩集・遠い日の歌」に収録された楽曲が原曲、雨中の遊園地の様子を歌った。映像では谷内が自ら描いた画像のほか、中尾ミエ（当時17歳）がレインコート姿に傘をさして歌う姿が映された。
長期に渡って再放送されなかったが、2003年に企画された『なつかしのみんなのうた』の一環として、実に40年半ぶりの再放送となった。現在は日本放送出版協会の『NHK みんなのうた』第20巻の再発売後に収録されている。

## 参考資料
- みんなのうた缶（非公式サイト）[要文献特定詳細情報]